# Splatoon 2: Octo Expansion
Splatoon 2: Octo Expansion (スプラトゥーン2　オクト・エキスパンション?, Supuratūn 2 Okuto Ekisupanshon), conosciuta anche solo come Octo Expansion, è un'espansione per Splatoon 2, videogioco sparatutto in terza persona per Nintendo Switch, sviluppata da Nintendo EPD e pubblicata da Nintendo il 13 giugno 2018. 
Il contenuto scaricabile ha ricevuto recensioni generalmente positive.

## Trama
Una Octoling, dopo essere svenuta, riprende coscienza in una strana metropolitana insieme a Capitan Seppia. Quest'ultimo decide di collaborare con lei per cercare Numero 3, protagonista di Splatoon, e ritornare in superficie. Il duo si ritrova in una stazione in cui incontrano un telefono parlante, che sostiene che la Octoling è la "Cavia Numero 10008". Seppia decide quindi di chiamarla Numero 8. Il telefono dice al duo che per raggiungere la "terra promessa" devono collezionare quattro "cose" nascoste qui. Numero 8 e Seppia entrano quindi nella "Metropolpitana" dove fanno la conoscenza di Capoturia e Alga e Nori, che hanno intercettato per sbaglio le conversazioni via radio.

## Modalità di gioco
Il giocatore veste i panni di Numero 8, un polpo antropomorfo il cui sesso può essere deciso a inizio dell'espansione. L'obiettivo dell'espansione è quello di raggiungere la superficie collezionando quattro oggetti sparsi nella mappa di gioco. Per avanzare è necessario completare missioni che si trovano in diverse "stazioni". Per accedervi è necessario utilizzare punti guadagnati da altre missioni. I punti vengono consegnati al giocatore a seconda della sua performance nel livello e l'arma che ha utilizzato. Le missioni sono varie e possono essere per esempio: sconfiggere diversi nemici entro un limite di tempo preimpostato, portare una Palla 8 gigante alla base senza farla cadere, sfidare boss e molto altro. Per ogni missione completata, il giocatore riceve un "Souvenir Impastec" che è possibile consegnare a Don Isopo per ricevere equipaggiamento aggiuntivo per il gioco base. Il giocatore può accedere a ogni livello dalla mappa della metropolitana e certi livelli sbloccano nuove "linee", portando il giocatore a nuove sezioni della mappa di gioco.

## Colonna sonora
La colonna sonora è stata distribuita in Giappone in due dischi il 18 luglio 2018 sotto il nome di "Splatoon 2 ORIGINAL SOUNDTRACK - Octotune". La raccolta comprende 71 tracce totali divise tra musiche ed effetti sonori, vari cover art, testi di canzoni, un'intervista con Alga e gli appunti di Seppia. Mentre il primo disco si concentra sulla colonna sonora dell'espansione e delle musiche aggiunte al gioco base dopo il lancio, il secondo disco contiene le performance live delle Tenta Cool e le Sea Sirens. Octotune ha superato l'album Splatune 2 con 19210 copie vendute durante la settimana di lancio, e 1803 copie aggiuntive durante la terza settimana. Al debutto l'album ha raggiunto il 5º posto sulla Billboard nipponica.
Disco 1
1. Introduction (イントロダクション?, Introduction) – 0:20 (musica: Ryo Nagamatsu, Shiho Fujii)
2. Tenta Cool (テンタクルズ?, Tentakuruzu) – Nasty Majesty (ナスティ・マジェスティ?, Nasty Majesty) – 5:56 (musica: Ryo Nagamatsu)
3. Cap'n Cuttlefish's Theme (Octo) ~ "Player Editor" (アタリメのテーマ（Octo）～プレイヤーメイク?, Atarime no Tēma (Octo) ~ Player Make) – 2:46 (musica: Toru Minegishi)
4. Dedf1sh – #5 thirsty – 2:18 (musica: Ryo Nagamatsu)
5. Stazione Centrale della Metropolpitana (深海メトロ中央駅?, Shinkai Metro Chūō-eki) – 2:17 (musica: Ryo Nagamatsu)
6. Tema del telefono (デンワのテーマ?, Denwa no Tēma) – 2:27 (musica: Ryo Nagamatsu)
7. All'interno della Metropolpitana (深海メトロ 車内?, Shinkai Metro Shanai) – 4:28 (musica: Ryo Nagamatsu)
8. Dedf1sh – #0 shell – 1:25 (musica: Toru Minegishi)
9. Dedf1sh – #1 progress – 2:39 (musica: Toru Minegishi)
10. Dedf1sh – #6 frisk – 1:56 (musica: Ryo Nagamatsu)
11. Dedf1sh – #4 dunno – 1:54 (musica: Ryo Nagamatsu)
12. Dedf1sh – #2 ripped – 2:07 (musica: Toru Minegishi)
13. Dedf1sh – #9 party – 1:36 (musica: Ryo Nagamatsu)
14. Tenta Cool (テンタクルズ?, Tentakuruzu) – Shark Bytes (ミッドナイト・ボルテージ?, Midnight Voltage) – 3:46 (musica: Ryo Nagamatsu)
15. Dedf1sh – #8 regret – 2:13 (musica: Ryo Nagamatsu)
16. Dedf1sh – #14 crush – 2:44 (musica: Ryo Nagamatsu)
17. Dedf1sh – #13 shade – 1:58 (musica: Ryo Nagamatsu)
18. Dedf1sh – #16 salty – 1:42 (musica: Ryo Nagamatsu)
19. Dedf1sh – #12 awake – 2:31 (musica: Ryo Nagamatsu)
20. Dedf1sh – #11 above – 2:10 (musica: Toru Minegishi)
21. Test passato! (Challenge Clear!) – 0:15 (musica: Toru Minegishi)
22. Dedf1sh – #19 bless – 1:34 (musica: Toru Minegishi)
23. "Cosa" ottenuta! (Are Get) – 0:16 (musica: Toru Minegishi)
24. Completion (完成?, Kansei) – 0:49 (musica: Ryo Nagamatsu)
25. Dedf1sh – Splattack! (Octo) – 3:42 (musica: Ryo Nagamatsu)
26. Ritorno in superficie (登頂?, Tōchō) – 0:42 (musica: Ryo Nagamatsu)
27. In verità è il tema del Comandante Tartar (実はタルタル総帥のテーマ?, Jitsuwa Tarutaru Sōsui no Tēma) – 0:39 (musica: Ryo Nagamatsu)
28. Il piano (作戦?, Sakusen) – 1:34 (musica: Ryo Nagamatsu)
29. Tenta Cool (テンタクルズ?, Tentakuruzu) – Last Battle Opening (ラストバトル オープニング?, Last Battle Opening) – 0:34 (musica: Toru Minegishi)
30. Tenta Cool (テンタクルズ?, Tentakuruzu) – Fly Octo Fly (フライ・オクト・フライ?, Fly Octo Fly) – 2:00 (musica: Toru Minegishi)
31. Tenta Cool (テンタクルズ?, Tentakuruzu) – Ebb & Flow (Octo) (フルスロットル・テンタクル（Octo）?, Full Throttle Tentacle (Octo)) – 1:08 (musica: Toru Minegishi)
32. Conclusione (決着?, Ketchaku) – 1:04 (musica: Toru Minegishi)
33. Gran finale (大団円?, Daidan'en) – 0:21 (musica: Toru Minegishi)
34. Tenta Cool (テンタクルズ?, Tentakuruzu) – Into the Light (フレンド・フロム・ファラウェイ?, Friend from Faraway) – 4:00 (musica: Toru Minegishi)
35. Tenta Cool (テンタクルズ?, Tentakuruzu) – Tutti a nanna, brutti *$%@! (	※＄％＠れたヤツは※＄％＠して寝ろ（Live）?, ※$%@ Reta Yatsu wa※$%@ Shite Nero (Live)) – 0:42 (musica: Ryo Nagamatsu)
36. Tenta Cool (テンタクルズ?, Tentakuruzu) – Ebb & Flow (Demo) (フルスロットル・テンタクル（Sketch）?, Full Throttle Tentacle (Sketch)) – 0:47 (musica: Toru Minegishi)
37. SFX: Ragazza Octoling - Grande! (SE: 声（タコガール）慶び?, SE: Koe (Octo Girl) Yorokobi) – 0:05
38. SFX: Ragazza Octoling - Con me! (SE: 声（タコガール）カモン?, SE: Koe (Octo Girl) C'mon) – 0:05
39. SFX: Ragazza Octoling - Super salto (SE: 声（タコガール）スーパージャンプ?, SE: Koe (Octo Girl) Super Jump) – 0:09
40. SFX: Ragazzo Octoling - Grande! (SE: 声（タコボーイ）慶び?, SE: Koe (Octo Boy) Yorokobi) – 0:05
41. SFX: Ragazzo Octoling - Con me! (SE: 声（タコボーイ）カモン?, SE: Koe (Octo Boy) C'mon) – 0:05
42. SFX: Ragazzo Octoling - Super salto (SE: 声（タコボーイ）スーパージャンプ?, SE: Koe (Octo Boy) Super Jump) – 0:09
43. SFX: Alga - Incitamento (SE: 声（ヒメ）煽り?, SE: Koe (Hime) Aori) – 0:06
44. SFX: Alga - Provocazione (SE: 声（ヒメ）挑発?, SE: Koe (Hime) Chōhatsu) – 0:05
45. SFX: Nori - Emozionata (SE: 声（イイダ）感激?, SE: Koe (Iida) Kangeki) – 0:06
46. SFX: Nori - Saluto (SE: 声（イイダ）挨拶?, SE: Koe (Iida) Aisatsu) – 0:05
47. SFX: Oloturminal (on/off) (SE: NAMACO端末（on/off?, SE: NAMACO Tanmatsu (on/off)) – 0:07
48. SFX: Oloturminal (selezione) (SE: NAMACO端末（決定音?, SE: NAMACO Tanmatsu (Kettei-on)) – 0:07
49. SFX: Oloturminal (test passato) (SE: NAMACO端末（ステージクリア?, SE: NAMACO Tanmatsu (Stage Clear)) – 0:15
50. Chirpy Chips (ABXY) – Blitz It! (Chip Damage) – 2:25 (musica: Shiho Fujii)
51. Chirpy Chips (ABXY) – Wave Prism (Battery Full) – 2:30 (musica: Shiho Fujii)
52. Bonus Track (After OCTO) – 1:54

Disco 2
1. Tenta Cool (テンタクルズ?, Tentakuruzu) – Opening ~ MC1 (1st Concert) (オープニング～MC1（1st live)?, Opening ~ MC1 (1st live)) – 1:14 (musica: Toru Minegishi)
2. Tenta Cool (テンタクルズ?, Tentakuruzu) – Color Pulse (1st Concert) (ウルトラ・カラーパルス（1st live)?, Ultra Color Pulse (1st live)) – 3:29 (musica: Toru Minegishi)
3. Tenta Cool (テンタクルズ?, Tentakuruzu) – MC2 (1st Concert) (MC2 (1st live)) – 0:30
4. Tenta Cool (テンタクルズ?, Tentakuruzu) – Acid Hues (1st Concert) (リップル・リフレイン（1st live）?, Ripple Refrain (1st live)) – 3:16 (musica: Toru Minegishi)
5. Tenta Cool (テンタクルズ?, Tentakuruzu) – Muck Warfare (1st Concert) (レッド・ホット・エゴイスト（1st live）?, Red Hot Egoist (1st live)) – 3:20 (musica: Toru Minegishi)
6. Tenta Cool (テンタクルズ?, Tentakuruzu) – MC3 (1st Concert) (MC3 (1st live)) – 0:25
7. Tenta Cool (テンタクルズ?, Tentakuruzu) – Ebb & Flow (1st Concert) (フルスロットル・テンタクル（1st live）?, Full Throttle Tentacle (1st live)) – 3:49 (musica: Toru Minegishi)
8. Sea Sirens (シオカラーズ?, Shiokarāzu) – Fresh Start (あさってColor（1st live）?, Asatte Color (1st live)) – 4:20 (musica: Shiho Fujii)
9. Sea Sirens (シオカラーズ?, Shiokarāzu) – MC4 (1st Concert) (MC4 (1st live)) – 0:47
10. Sea Sirens (シオカラーズ?, Shiokarāzu) – Spicy Calamari Inkantation (1st Concert) (濃口シオカラ節（1st live)?, Koikuchi Shiokara-Bushi (1st live)) – 4:47 (musica: Ryo Nagamatsu, Shiho Fujii)
11. Tenta Cool (テンタクルズ?, Tentakuruzu) – MC5 (1st Concert) (MC5 (1st live)) (feat. Sea Sirens (シオカラーズ?, Shiokarāzu)) – 1:02
12. Tenta Cool (テンタクルズ?, Tentakuruzu) – Now or Never! (1st Concert) (イマ・ヌラネバー！（1st live）?, Ima Nuraneba! (1st live)) (feat. Sea Sirens (シオカラーズ?, Shiokarāzu)) – 3:36 (musica: Toru Minegishi)
13. Tenta Cool (テンタクルズ?, Tentakuruzu) – Color Pulse (ウルトラ・カラーパルス?, Ultra Color Pulse) – 3:29 (musica: Toru Minegishi)
14. Tenta Cool (テンタクルズ?, Tentakuruzu) – Acid Hues (リップル・リフレイン?, Ripple Refrain) – 3:38 (musica: Toru Minegishi)
15. Tenta Cool (テンタクルズ?, Tentakuruzu) – Muck Warfare (レッド・ホット・エゴイスト?, Red Hot Egoist) – 3:38 (musica: Toru Minegishi)
16. Tenta Cool (テンタクルズ?, Tentakuruzu) – Ebb & Flow (フルスロットル・テンタクル?, Full Throttle Tentacle) – 3:13 (musica: Toru Minegishi)
17. Sea Sirens (シオカラーズ?, Shiokarāzu) – Fresh Start (あさってColor?, Asatte Color) – 4:04 (musica: Shiho Fujii)
18. Sea Sirens (シオカラーズ?, Shiokarāzu) – Spicy Calamari Inkantation (濃口シオカラ節?, Koikuchi Shiokara-Bushi) – 4:17 (musica: Ryo Nagamatsu, Shiho Fujii)
19. Tenta Cool (テンタクルズ?, Tentakuruzu) – Now or Never! (イマ・ヌラネバー！?, Ima Nuraneba!) – 1:07 (musica: Toru Minegishi)

## Sviluppo
Lo sviluppo della Octo Expansion è iniziato durante la distribuzione di aggiornamenti gratuiti per Splatoon 2. Durante lo sviluppo del gioco originale, era già stata considerata l'idea di rendere la specie fittizia degli Octoling personaggi giocanti, tuttavia era stata inizialmente scartata. Il produttore Hisashi Togami voleva inoltre creare un'espansione che avrebbe permesso ai giocatori di esplorare di più il mondo di Splatoon. È stata scelta come ambientazione una metropolitana buia e nascosta dal pubblico per fare contrasto al mondo "luminoso e colorato" della serie. Anche l'estetica doveva essere "vecchia e datata", con personaggi che parlano in uno slang obsoleto. Per rappresentare ciò, Hisashi ha voluto introdurre creature marine diverse rispetto a quelle già presenti nei primi due capitoli e ha deciso di scegliere un Octoling come protagonista per mostrare la loro diversa cultura rispetto gli Inkling. L'intero contenuto è stato creato anche per sviluppare di più i personaggi di Alga e Nori.
I livelli sono stati progettati per avere molta più varietà rispetto a quelli di Splatoon 2, inserendo anche contenuti che erano stati rimossi dal gioco base. I livelli dovevano essere inizialmente 150, ma sono stati diminuiti a 80 durante lo sviluppo. Il livello finale era stato disegnato dal direttore artistico Seita Inoue in un manga da 30 pagine prima di essere programmato. Il boss finale invece era una idea del direttore Yusuke Amano che aveva fin dal primo gioco. Gli sviluppatori hanno deciso di introdurre il sistema degli "Olopunti" per creare tensione e, allo stesso tempo, dare al giocatore maggior libertà di scelta.

### Distribuzione
Splatoon 2: Octo Expansion è stata annunciata nella Nintendo Direct dell'8 marzo 2018 ed è stata distribuita il 13 giugno 2018. L'espansione offre una nuova modalità per giocatore singolo con ottanta missioni con protagonista una Octoling, specie precedentemente antagonista, conosciuta come Numero 8. Per la prima volta nella serie, gli Octoling diventano personaggi utilizzabili se l'espansione viene completata. Il contenuto scaricabile è stato reso disponibile al preordine poco dopo il suo annuncio con l'aggiunta di equipaggiamento bonus per il gioco base. Degli Amiibo raffiguranti una ragazza Octoling, un ragazzo Octoling e un polpo sono stati distribuiti il 7 dicembre 2018. Una versione fisica di Splatoon 2 con il contenuto incluso è stata venduta esclusivamente in Giappone l'8 ottobre 2021. Il 22 aprile 2022 la Octo Expansion è stata aggiunta tra i benefici dell'iscrizione all'abbonamento "Nintendo Switch Online + Pacchetto aggiuntivo".

## Accoglienza
| Testata                               | Giudizio |
| ------------------------------------- | -------- |
| Metacritic (media al 22 ottobre 2024) | 82/100   |
| Destructoid                           | 7/10     |
| Game Informer                         | 8.5/10   |
| IGN                                   | 8.8/10   |
| Nintendo Life                         | 9/10     |
| Nintendo World Report                 | 9/10     |
| Pocket Gamer                          | 4/5      |

Octo Expansion ha ricevuto critiche "generalmente favorevoli" su Metacritic.
Chris Carter di Destructoid sostiene che alcuni parti dell'espansione erano come "una corsa unica nel suo stile, che ti riempie di soddisfazione una volta completata", mentre altre parti erano veramente noiose. Christian Donlan di Eurogamer definisce il contenuto una "Scelta consigliata", dicendo che è estremamente difficile, ma ha puzzle veramente "brillanti" che assomigliano ai santuari di The Legend of Zelda: Breath of the Wild. Brian Shea di Game Informer elogia la creatività dei livelli, ma critica i boss, essendo solo varianti più toste di quelli del gioco originale.
A Brendan Graeber di IGN piace lo stile della Metropolpitana e paragona i passeggeri ai personaggi dei film di Guillermo Del Toro. Elogia la varietà dei livelli e la possibilità di scegliere altri percorsi per proseguire nel contenuto, invece di riprovare continuamente sullo stesso livello. Per Alex Olney di Nintendo Life, la Octo Expansion avrebbe "funzionato perfettamente anche come gioco a parte" e lo trova un grande miglioramento rispetto la modalità a giocatore singolo base di Splatoon 2.